# Absolute Let's Dance opus 11
Absolute Let's Dance opus 11 er en kompilation i serien Absolute Dance udgivet i 1996 af EVA Records. 

## Sangliste (CD)
1. Everything But The Girl: "Missing (Remix – Todd Terry)"
2. Me & My: "Baby Boy (Flex Club Mix) (Remix – Hartmann & Langhoff)"
3. 2 Unlimited: "Do What's Good For Me (Edit)"
4. Molella: "If You Wanna Party (Featuring – The Outhere Brothers) (Remix – Aladino)"
5. Corona: "I Don't Wanna Be A Star (Remix – Lee Marrow)"
6. Magic Affair: "Energy Of Light (Radio Mix)"
7. Scooter: "Back In The U.K. (Radio Version)"
8. DJ Bobo: "Freedom (Radio Version)"
9. Herbie: "Big Funky Dealer (Radio Version)"
10. The Original: "B 2 Gether (Remix – Dancing Divaz)"
11. Alex Party.: "Wrap Me Up (Radio Edit)"
12. The Bucketheadse: "Got Myself Together (Hustlers Convention Radio Edit)"
13. Solid Base: "Mirror, Mirror (Radio Mix)"
14. La Bouche: "I Love To Love (Radio Mix)"
15. Tanja Marian: "My Boy Lollipop '95 (Presenter – Tequila) (Radio Edit)"
16. Orange Blue: "Sunshine Of My Life (Radio Edit)"
17. Gener8: "Boom Boom Down"
18. Bass Bumpers: "Keep On Pushing (New Radio Edit)"
19. Black Box: "A Positive Vibration (Remix – DJ Lelewel) (Radio Mix)"
20. Smølferne: "Smølfe Cowboy Joe (Cotten Eye Joe)"